# Кандзэ Нобумицу
Кандзэ Кодзиро Нобумицу (яп. 観世小次郎信光; между 1435 и 1450 — 7 июля 1516 года) — японский драматург театра но, актёр и музыкант периода Муромати.
Представитель школы Кандзэ. Правнук Канъами Киёцугу (1333—1384), вошедшего в историю как создатель театра но. Его дед Дзэами Мотокиё считается одним из последних видных драматургов золотого века но, который своими произведениями способствовал популяризации театра но в среде самураев. Сын драматурга Онъами Мотосигэ (1398—1476).
Вслед за Онъами театром заинтересовался его сын Кандзэ Нобумицу. Состоя в цехе «Юсаки-дза», будучи исполнителем ролей второго плана и музыкантом, играющим на барабане оцудзуми, он также занимался драматургией. Автор более 30 пьес.
В конце жизни получил должность кокуси.
В настоящее время в театре но играются 32 пьесы, созданные Нобумицу; они, включающие, как правило, большой состав действующих лиц, содержащие много (до 16) сцен, диалогичные и написанные ритмичной прозой, позволяют создавать яркие и зрелищные спектакли.
Среди наиболее известных его пьеса «Расёмон» («Rashōmon», 羅生門), название которое вошло в широкое употребление после постановки пьесы в театре но и оставило свой след в названии более поздних историй под таким же названием и одноимённого фильма Акиры Куросавы.
Остроконфликтные драмы, рассчитанные на сценические эффекты, создавали и его сын Ядзиро Нагатоси (1488—1541) и внук Дзэнтику Компару Дзэмпо (1454—1520).

## Избранные пьесы
- «Атака» (安宅)
- «Момидзигари» (紅葉 狩)
- «Додзёдзи» (道 成 寺)
- «Фуна Бэнкэй» (船弁慶)
- «Расёмон» (羅生門)